# Gomphandra papuana
Gomphandra papuana là một loài thực vật có hoa trong họ Stemonuraceae. Loài này được (Becc.) Sleumer mô tả khoa học đầu tiên năm 1940.